# Alfons Dorner
Alfons Dorner (* 1. November 1936 in Viechtach) ist ein ehemaliger deutscher Skilangläufer.

## Werdegang
Dorner, der für den WSV Reit im Winkl startete und als Polizist tätig war, wurde in den Jahren 1962 und 1963 deutscher Meister mit der Vereinsstaffel. In der Saison 1963/64 siegte er bei den deutschen Meisterschaften 1964 erneut mit der Vereinsstaffel sowie mit der bayrischen Staffel und errang bei seiner einzigen Teilnahme an Olympischen Winterspielen im Februar 1964 in Innsbruck den 34. Platz über 30 km. Auch in der folgenden Saison gewann er die nationalen Meistertitel mit der bayrischen Staffel sowie Vereinsstaffel. Im folgenden Jahr belegte er bei den Nordischen Skiweltmeisterschaften in Oslo zusammen mit Karl Buhl, Johann Willmann und Walter Demel den zehnten Platz mit der Staffel. Im Jahr 1968 wurde er nochmals deutscher Meister mit der Staffel vom WSV Reit im Winkl. Nach seiner Karriere als Skilangläufer besaß er in Reit im Winkl ein Sportartikelgeschäft und eröffnete eine Skilanglaufschule.